# Gears of War 3
Gears of War 3 — видеоигра, шутер от третьего лица, разработанная компанией Epic Games и изданная Microsoft Game Studios эксклюзивно для игровой консоли Xbox 360. Выход игры, намеченый на начало апреля 2011 года, 1 октября 2010 года был перенесён на осень 2011 года самой Microsoft Game Studios, объяснив это выгодным коммерческим ходом. 24 февраля 2011 года стала известна дата выхода — 20 сентября 2011 года, одновременно для США и Европы.
Игра использует игровой движок Unreal Engine 3.5. «Gears of War 3» является третьей частью серии игр Gears of War, которая является трилогией; игра завершит сюжет с Маркусом Фениксом.

## Сюжет
Прошло 17 месяцев после затопления Хасинто. Орда Саранчи понесла тяжелые потери, но не была уничтожена полностью, а Ламбенты (Другое название — Отблёскивающие; Светящиеся), которые образовались по вине мутаций Саранчи от Имульсии, эволюционировали и стали намного опаснее, выпуская свои «стебли» из-под земли, перебрасывая тем самым свои силы в любую точку планеты. Коалиция Объединённых Государств теперь существует лишь «на бумаге», после того, как Председатель Ричард Прескот исчез в неизвестном направлении. Группы выживших «Шестеренок» разбросаны по разорённой войной Сере, в частности, полковник Виктор Хоффман держит оборону в Воротах Энвила, старом гарнизоне Коалиции времен Маятниковой войны, а Маркус Феникс и его Отряд Дельта базируются на авианосце «Владыка» (англ. CNV Sovereign), кочующем по морю вдали от Ламбентов. Герои изрядно изменились со времен потери Хасинто: Доминик Сантьяго продолжает горевать по жене Марие, Аня Штрауд, девушка Маркуса и бывший офицер-связист теперь полноценная «Шестерёнка», а самого Маркуса преследуют кошмары, в которых он не успевает спасти отца во время атаки Саранчи на их дом.
Пока Август Коул и его люди отправляются в его родной город Ганновер за припасами, на «Владыку» прибывает живой и здоровый Прескот. Он требует отвести его к Хоффману, но узнав что того нет, решается поговорить с другим «вышестоящим офицером», то есть с капитаном авианосца Квентином Майклсоном. Напоследок Прескот отдаёт Маркусу диск, на котором оказалось послание от отца Маркуса, Адама Феникса. Тот оказывается жив и здоров, но был надёжно спрятан Коалицией. В этот самый момент на «Владыку» нападает Левиафан Ламбентов. Битва оказывается жаркой, и Дельта выживает только за счёт ловушки, устроенной Деймоном Бэрдом.
Параллельно с этим, Коул, Бэрд, Клейтон Кармайн (брат двух других Кармайнов, погибших во время Светового наступления и Операции «Буря в Дыре») и женщина-солдат Саманта Бирн прибывают в Ганновер. Там они находят несколько лагерей Изгнанников, враждебно настроенных к Коалиции, но тем не менее прошлое Коула как спортсмена и звезды трэшболла помогает не быть убитыми на месте. Сам Коул, не подавая виду, чувствует себя неважно из-за того, что все в городе напоминает о его славном прошлом как легенды трэшболла, начиная от рекламных вывесок в местном супермаркете, заканчивая раздевалкой на стадионе, где он даже остановил нашествие Ламбентов, заложив взрывчатку в «стебель» в виде тачдауна (этот момент он видит как финал Национальной Лиги). Собрав немного амуниции и припасов, Бэрд и Коул получают сообщение об атаке Левиафана на корабль. Бэрд предлагает воспользоваться оружием, которое стоит на Столетнем Мосту. Добравшись туда, «Шестерёнки» узнают, что он занят одичавшими членами Орды Саранчи. Разобравшись с ними, Бэрд решается сбросить находящиеся на мосту контейнеры, полные тикеров. Взрыв хоть и уничтожил Левиафана, но «Владыке» пришёл конец.
Пока «Шестерёнки» помогали выжившим, Маркус получил от умирающего Прескота, говорящего найти секретную базу Азура и дающего ключ дешифровки к диску A2897, на котором хранятся секретные данные Коалиции, в том числе о местонахождении Азуры, которую несколько дней назад заняла Саранча во главе с королевой Миррой. Восстановленное сообщение от Адама Феникса содержало послание к Маркусу, в которой его отец говорит, что в Дне Прорыва и появлении Ламбентов виновата Имульсия, и что Прескот специально инсценировал смерть учёного, чтобы переправить его на Азуру. Маркус в гневе, но готов следовать последнему приказу Председателя и идти к Вратам Анвила, где находится Хоффман, в распоряжении которого находится A2897. Единственный способ добраться до Хоффмана, идти через Мёртвые Пустоши, на которых хозяйничает Дикая Саранча.
На базе Дикой Саранчи, Дельта угоняет Газ-Баржу (разновидность дирижабля), в котором аналогом воздушного шара выступает огромное рептилеобразное существо, похожее на рыбу-шар). По пути к Вратам Анвила, Маркус спасает оказавшегося в западне Диззи Валлина. На пути героев оказывается и сама Мирра, которая сбила Газ-Баржу, стараясь остановить Дельту в их цели спасти Адама Феникса. После крушения, Маркуса и его бойцов подбирает гарнизон Врат Анвила, которыми командует Хоффман и сержант Бернадетт «Берни» Матаки, старейшая из всех женщин-«шестеренок» на планете. Дешифровку A2897 пришлось отложить из-за внезапной атаки Саранчи королевы Мирры, а потом и Ламбентов. В последний момент Бэрд успевает починить систему наведения «Молота Рассвета» и орбитальный удар уничтожает силы врага.
Дешифровка A2897 показала, что Азура — отдалённый остров посреди Серанского Океана, скрытый от чужих глаз генератором искусственной бури. Единственный способ пробраться туда, это добыть подводную лодку, после чего деактивировать генератор, позволив подкреплению беспрепятственно совершить высадку. Дельта разделяется: Бэрд, Коул и Кармайн отправляются в Халво-Бэй за подкреплением, а Маркус, Дом, Аня и Сэм отправляются, по наводке Хоффмана, на руины города Чар, где на местной верфи можно найти подлодку, а Дом предлагает перед этим отправится в небольшой городок Мёрси, где можно добыть Имульсию. Маркус соглашается, так как Мёрси ещё и родной город Марии Сантьяго, жены Дома, где он похоронил её родителей и своих детей, погибших в День Прорыва.
Не без приключений добравшись до Мёрси, Дельта замечает что город был значительно обжит Изгнанниками, и совсем недавно опустел, к тому же вдоль всего трубопровода для перекачки Имульсии установлены взрывчатка. Обезвредив третью взрывчатку, некий одичавший старик говорит им не делать этого из-за некой эпидемии в городе, после чего исчезает в канализации, где его после находят мертвым. Дельта продолжает исследовать канализации, где находят страшное открытие: мутации от Имульсии подвержена не только Саранча, но и люди. Дельте приходится вступить в тяжелое противостояние с людьми-ламбентами и добравшись до поверхности, они предупреждают Диззи об опасности и что нужно скорее уходить из города, но тот подмечает, что им так или иначе нужна Имульсия для подлодки. Добравшись до городской ратуши, бойцы отбивают атаки Ламбентов, после чего узнают от единственного выжившего Изгнанника, что мутацию вызывает запущенная стадия «Коррозии Легких», болезни, появившейся после Светового наступления из-за испарений Имульсии, попавших в атмосферу Серы после взрыва бомбы.
В конечном счёте, Дельта добирается до кладбища, где расположен топливный насос. Пока происходит заправка, Дом решается подойти к могильному камню семьи Флорес, родителей Марии (там же лежат и останки их детей, Бенедикта и Сильвии). Он обращается к своей жене, говоря что ему жаль, что он не вернул её домой, хотя теперь она с детьми и однажды он к ним присоединится. Напоследок Дом вешает на шею «молящегося ангела» свой армейский жетон, висящий на одной цепочке вместе с ожерельем Марии. Временное затишье нарушается людьми-ламбентами, запертыми в церкви. Когда с ними было покончено, Дельта пробирается по церковным катакомбам, в которых на удивление повысился уровень Имульсии. План по добыче топлива проваливается, после того как к Мерси подошли превосходящие силы Саранчи, а бензовоз был слишком сильно повреждён и Диззи не имел возможности залатать все дыры в нём. На заправочной станции Маркус и его люди подвергаются атаке одновременно как Саранчи, так и Ламбентов. Доминик оказывается отрезан от отряда и понимая всю безвыходность ситуации, решается пожертвовать собой, чтобы спасти товарищей. Он отцепляет бензовоз от грузовика и едет в туннель, чтобы взять разгон с другой стороны и взорвать бензовоз вместе со станцией, Саранчой и Ламбентами заодно. Хоть Дельте и удалось спастись от взрыва, смерть Доминика Сантьяго оказывает очень сильный эмоциональный удар, особенно для Маркуса Феникса, для которого Дом был как родной брат.
Следующим местом назначения Дельты становятся руины мегаполиса Чар, первого города Серы, который был уничтожен «Молотом Зари» через год после Дня Прорыва, о чём напоминают жуткие пепельные останки людей по всему городу, застывших в последний миг своей жизни. Оставив Диззи сторожить машину, Дельта пробирается в глубь города через «братскую могилу» и преследуют странного человека, который расставил на их пути ловушки и пытался убить, сваливая им на головы горящие бочки. Всё таки они настигают его, измазанного в пепле, чтобы притворяться одним из «останков», и тот говорит что некто Гриффин отрицательно относится к чужакам, особенно «шестерёнкам» Коалиции. Оказывается, что местные Изгнанники живут в самодельных жилищах на вершинах небоскрёбов и передвигаются между ними за счёт фуникулёров, а возглавляет их Аарон Гриффин, бывший гендиректор Имульсионной Корпорации Гриффина, одной из самых крупных компаний Серы по добыче Имульсии на планете. Гриффин не скрывает своей ненависти по отношению ко всему, что связано с Коалицией Объединённых Государств, уничтоживший его город и его бизнес. Так как Первое Правила Бизнеса заключается в вопросе «В чём моя выгода?», Гриффин соглашается помочь Отряду Дельта, если они проберутся на Станцию Очистки Имульсии и вернули ему оттуда запоздавший груз топлива. В качестве гарантии сделки, Гриффин берёт в заложники Диззи и даёт «шестерёнкам» на задание один час.
Дельта идёт до станции вдоль огромного кратера от удара «Молота Зари», а Аня Штрауд вспоминает, что она была в Штабе, когда «нажали на кнопку». Путь к станции пролегает через занятые Ламбентами, рушащиеся останки старых линий метро. В очистительном цехе Дельта не находит никого, кроме людей-ламбентов, а на стенах и полу — разлитой Имульсии, что ещё больше подтверждает опасения о токсичности топлива. В грузовом лифте, который доставляет героев на верхнюю часть завода, на них нападает Ганкер, мутировавший Бумер, ранее встречавшийся в Ганновере. На крыше отряд находит фуникулёр с партией топлива. Но аварийный предохранитель не даёт ему сдвинуться с места. В результате начинается бой с Ламбентами, во время которого предохранитель был выключен. Когда уже фуникулёр был готов к отправке, Маркус получает сообщение от Диззи, говорящему что Мирра вместе со своим роем напала на Башню Гриффина, и в подтверждение этому Дельта видит, как башню обстреливает Темпест — личный боевой жук королевы Саранчи.
По пути назад, Дельта на фуникулёре вступает в бой с двумя Газ-Баржами и Королевской Гвардией. Транспорт доставляет их не на крышу, а тремя этажами ниже, где обычно происходила погрузка-разгрузка. Из обороняющих крышу в живых остались только Диззи и Гриффин. Бывший бизнесмен обвиняет Дельту и КОГ во всех бедах мира, не стесняясь в словах, на что Маркус не менее резко отвечает, что недавно потерял «брата», и Гриффин с его мнением и Имульсией могут катиться «куда подальше». Гриффин говорит, что все ещё не кончено, после чего садится в фуникулёр и уезжает.
Дельта направляется в Эндеворскую судоверфь, расположенную близ Халво-Бэй. Всё это время за ними наблюдает Мирра, говорящая что Маркус пошёл в отца — упорный, но предсказуемый, и поручает своим солдатам, чтобы его поход окончился здесь, в противном случае, раса Саранчи перестанет существовать. У ворот верфи грузовик встречает плотный огонь, но Дельта прорывается и идёт вглубь верфи, в ангар подлодок. В первом ангаре они находят только старый крейсер, покрытый плесенью и чем-то, похожим на паутину. У другого ангара, один из гвардейцев Мирры выпускает Серапида — большую многоножку, испускающую электрические импульсы. Преодолев все преграды, Маркус и его бойцы добираются до нужного ангара, где находят небольшую субмарину БКК «Адамант», разработанную во время Маятниковой войны для сил спецназа, но, как сказал Диззи, чтобы субмарина вернулась в строй, ей нужен новый ротор и топливо. Маркус находит необходимую запчасть и переносит её при помощи робота-погрузчика, также используя ротор как оружие против Саранчи. В конце концов, бойцам приходится столкнуться с Бронированным Кантусом, последним из гвардейцев Мирры на путь к Азуре. В итоге, «Адамант» спущен на воду, и Дельта готовится к путешествию на Азуру. Аня связывается с Коулом, чтобы сказать, что подлодка у них. Коул, в своей привычной манере, шутливо говорит про то, что они и Бёрд нашли в Халво-Бей, но скорбь по Доминику Сантьяго не позволяет Ане воспринять шутки бывшего спортсмена. Коул понимает, что на пути Дельты к докам что-то случилось, но Аня ничего не говорит про Дома.
Проплывая по Серанскому Океану, «Адаманту» приходится вести бой с Манглерами и Левиафаном среди руин затопленного города и проходить через минные поля. Искусственная буря, защищающая Азуру, оказывается слишком сильной, даже для подлодки, от чего её сносит течением, но Диззи удаётся удержать корабль на плаву, хоть впереди Дельту ждало ещё одно испытание, в виде автоматических торпедных турелей, поставленных на случай «незваных гостей», если кто-то додумается идти в обход шторма. Док подводных лодок Азуры встречает героев морем трупов, плавающих в воде. Диззи остаётся в подлодке, чтобы в случае чего помочь с эвакуацией, а Дельта идут к генератору искусственной бури, чтобы отключить его и дать путь подкреплению. В ходе ожесточённых боёв с Саранчой на вокзале, тоннели оказываются перекрыты. Аня пытается связаться с Коулом и Бэрдом, но из-за бури они не доступны, однако один человек всё-таки откликается на сигнал — Адам Феникс. Увидев сына через камеру охраны, Адам начинает спрашивать про Дома и замечает шрам на лице сына, но Маркус оставляет все вопросы на потом. Адам Феникс говорит, что он заперт в башне отеля и просит Дельту добраться до него как можно скорее, так как у Ламбентов заканчивается жизненный цикл и скоро они трансформируются во что-то что уничтожит всё живое на Сере, если не покончить с Имульсией. Учёный открывает для бойцов служебный туннель, чтобы они добрались до генератора искусственной бури.
По пути к генератору, Дельта замечает что учёные, которых официально объявили погибшими, включая и Адама Феникса, все эти годы были на этом острове. Оказавшись на месте, Маркус просит прощение у отца, что тогда не спас его и говорит про смерть Доминика, а Адам просит прощения за то, что из-за него Маркус оказался под трибуналом и обещает, что у сына и его друзей будет будущее. Хотя питание было отключено, генератор искусственной бури продолжает работать, тогда Адам, подозревая, что Саранча провела запасной источник питания, советует Дельте отключить систему охлаждения, от чего генератор отключится, но будет очень большой взрыв. Когда генератор уничтожен, перед Дельтой открывается живописный вид на тропические леса острова. Аня связывается с Коулом, но ей отвечает Бэрд, а Коул кичится тем, что вместе с ними «на вечеринку» приплыл целый флот. В следующую секунду в бухте появляются корабли Гораснийской Республики, страны-члена Союза Независимых Республик. Один из вертолётов «Ворон» высаживает Берта и Коула вместе с восстановленным роботом Джеком. Маркус сообщает о смерти Дома, что потрясает циника Бэрда, который после миссии в Халво-Бей стал относиться ко всему с большим вниманием, а Коул не на шутку жаждет крови. Маркус отсылает Джейса и Сэм на корабль, чтобы они помогли скоординировать действия подкрепления, несмотря на их протесты, а Берт успевает подбодрить Саманту, явно намекая на искру между «шестерёнками». Отряд Дельта, в лице Маркуса Феникса, Ани Штрауд, Деймона Берта и Августа Коула, направляются к главной башне комплекса, пока объединённые силы Коалиции и Союза высаживаются для решающего боя против Орды Саранчи.
Дельта ведёт бой против Саранчи при поддержке «Ворона» с Клейтоном Кармайном за пулемётом и роботом Джеком, которого Бэрд оборудовал шоковым оружием. Высадка войск осложняется артиллерией и Газ-Баржами, что становится дополнительным заданием для Дельты на пути к Адаму Фениксу. Роскошь, которая открывается перед бойцами, указывает на главную цель Азуры — это не военный комплекс или станция приёма беженцев, а универсальный бункер для высших политических чинов и членов общества Коалиции, где они могли бы переждать войну. После уничтожения дамбы гидроэлектростанции, Маркус связывается с отцом, чтобы узнать как активировать его оружие против Ламбентов, и учёный отвечает что ключ у него и это всё, что нужно. На вопрос Бэрда про принцип действия этого оружия, Адам Феникс говорит, что это как нейтронная бомба, только без взрыва, и что её цель — клетки Ламбентов. После уничтожения последнего Осадного чудища, Дельта сообщает командующему высадки, капитану Мирану Треску, что последние орудие артиллерии уничтожено, но внезапно из воды и земли появляются «стебли» Ламбентов и ситуация становится ещё хуже.
В главной башне, Бэрд спрашивает Маркуса про смерть Дома, но тот оставляет этот разговор до окончания миссии, а Аня удивляется как Прескотт, пока все на Сере голодали и умирали, мог иметь такое роскошное убежище, но вопрос в другом — имея Азуру, зачем председатель всё время находился почти на передовой. У входа в башню, Дельту встречает отряд гвардейцев королевы Мирры, и после перестрелки, Бэрд спрашивает, что если Имульсия — это паразит и ею заражены не только Сарнча, но и люди, не убьёт ли это оружие и их, на что Адам Феникс отвечает, что уже испытывал его и это никак не повредит человеческому организму, если контакт с Имульсией был не долговременным.
На пути к Адаму Фениксу дельта оказалась между молотом и наковальней — с одной стороны Мирра и её Саранча, с другой Ламбенты. По дороге, Бэрд замечает, смотря на статуи и прочие убранства, что кроме бункера для знати, это ещё и хранилище произведений искусства, в частности, из Национального музея Эфиры. По пути через лифты отряд разделяется и собирается вновь только на верхних этажах, где их уже поджидает Мирра. Поднимаясь всё выше и выше, Маркус и Бэрд побеждают Мирру и её Темпеста, сбросив на него большой шар с потолка, но узнать жива она или нет не удаётся — в здание рвутся Ламбенты.
Чтобы миновать блокпост Саранчи у выхода из лифта, Дельта движется через служебные коридоры. Услышав о смерти Мирры, Адам Феникс не скрывает огорчения, Бэрд же удивляется что Адам Феникс знал её ещё до войны и выглядит она как человек. Разобравшись с засадой и отключив систему безопасности, Маркус воссоединяется с отцом после долгих лет. Адам показывает ключ активации, который схож с тем, что использовался для «Молота Рассвета» и просит прощения за всё что произошло и хочет, чтобы когда всё кончится, Маркус и его друзья жили полной жизнью, без сожалений, но оглядываясь назад. Также учёный рассказывает, что когда Имульсия начала распространяться сильнее и среди Саранчи появились первые Ламбенты, стало понятно, что топливо, ради которого Коалиция и Союз рвали друг другу глотки 79 лет, это смертоносный паразит. Адам пытался найти способ остановить Имульсию, чтобы не дать погибнуть и Саранче, но времени было мало, и когда терпение королевы Мирры кончилось, начался День Прорыва, попытка Саранчи спасти себя, переросшая в 17 лет ада войны.
На вершине башни, где установлено Контр-Имульсионное Орудие, Дельта зачищает область вокруг, давая Адаму Фениксу активировать его, но появляется Темпест и Мирра, которая не желает смерти своего народа. Подоспевший на помощь Кармайн обстреливает жука из пулемёта, но Темпест сбивает его «Ворона». Патроны бессильны против жука, и Адам открывает колонны, в которых находятся лазерные целеуказатели для «Молота Рассвета». Маркус применяет орбитальное оружие против Темпеста и тот погибает. «Стебли» Ламбентов вырываются на крышу, посылая против Дельты все свои силы. Адам говорит, что установка должна набрать полную мощность перед активацией. На вопрос Бэрда про испытания, Адам признаётся что чтобы проверить жизненный цикл Имульсии в человеческом организме, делал инъекции самому себе. Маркус не на шутку встревожен, ведь он помнит, что сделала эта дрянь с Изгнанниками в Мёрси и работниками Очистительного Цеха в Чаре. Импульс Контр-Имульсионного Орудия выпускает три волны разной мощности, убивая Ламбентов и «стебли» на крыше. В этот момент Маркус узнаёт, что его отец намеренно ускорял распространение клеток Имульсии в своём теле ради экспериментов, и теперь он умрёт также, как и все Ламбенты и Орда Саранчи. Теперь старик просит сына жить дальше, ради него, не оглядываясь назад, после чего рассыпается в прах. В руках Маркуса остаются только его жетоны «шестерёнки». Выбравшаяся из-под Темпеста Мирра смеётся, что Адама Феникса погубило его высокомерие, и что с каждой попыткой найти способ остановить смерть, он находил лишь оружие массового поражения — «Молот Зари», затопление Хасинто, геноцид Саранчи. В ответ Маркус Феникс пронзает королеву боевым ножом Доминика Сантьяго, как месть за всех тех, кто погиб в этой войне.
Очередная энергетическая волна разносится по всей Сере, уничтожая Ламбентов и Орду Саранчи, что отчётливо видят защитники Ворот Энвила, а заводы по добыче Имульсии взрываются. Главная Башня Азуры вся в огне, но Отряд Дельта выходят на одну из площадей, где высадившиеся бойцы Коалиции встречают их как героев, среди которых Саманта Бирн, Джейс Страттон, Диззи Валлин и, живой и здоровый, Клейтон Кармайн. Маркус Феникс, который не чувствует себя героем и больше не хочет быть Шестерёнкой Войны, отбрасывает свою винтовку и снаряжение, и идёт к пляжу, где садится на камень и держит свою каноническую чёрную бандану, которую, кажется, не снимал с момента, когда Доминик Сантьяго вытащил его из тюрьмы. К нему подходит Аня Штрауд, говоря, что что бы ни произошло, она будет с ним. Маркус Феникс задаёт ей всего один вопрос: «Что у них осталось?», на что она отвечает, что впервые за годы непрекращающейся борьбы, у них есть «завтра».

## Разработка

### Судьба Кармайна
21 июля 2010 года Epic Games рассказали, что Клейтон Кармайн, брат Энтони и Бенджамина из первых двух частей игры, будет одним из персонажей Gears of War 3. С 29 июля по 6 сентября 2010 года игрокам предлагали решить судьбу Клейтона: в Xbox Live в разделе одежды для аватаров появились две футболки с надписями «Save Carmine» (с англ. — «Спасти Кармайна») и «Carmine Must Die» (с англ. — «Кармайн должен умереть»). Игрокам предложили приобрести первую, если они хотят, чтобы Кармайн выжил в третьей части, или вторую, чтобы Кармайн, как и его братья, погиб.
Кроме виртуальных вещей, на San Diego Comic-Con продавались настоящие футболки с теми же самыми надписями. Во время всей этой акции было собрано $150,000, все средства были переданы благотворительному фонду Child’s Play.
В итоге Клей Кармайн выживает, хотя игрока несколько раз «дразнят» опасностью его смерти. Например, ближе к началу ему в голову стреляет снайпер. Так был убит Энтони. Клея же спасает шлем, который он никогда не снимает; при этом шлем в Gears of War является признаком второстепенного персонажа-«краснорубашечника», практически обречённого на смерть. Потом сбивают вертолёт с ним на борту. Бенджамин погиб после такого крушения. Клейтон же надевает назад шлем — камера при этом избегает его лица — и берётся за помощь раненому товарищу. Эпиграфом этому является выкрик в многопользовательской игре: «Ну и кто тут теперь расходный материал!?» (англ. "Now how's expendable!?").
Всех трёх братьев озвучил Майкл Гоф.

## Коллекционные издания
Игра выпущена в трёх изданиях: обычном, ограниченном и «эпическом».

### Ограниченное издание (Limited Edition)
Ограниченное издание включает в себя:
- Специальный короб, с премией и медалью заслуженной Адамом Фениксом, за его работу над Молотом Зари
- Эксклюзивный персонаж Адам Феникс для Мультиплеера — Каждая медаль в коробе имеет специальный выгравированный код, который служит единственным способом разблокировать Адама в службе Xbox LIVE.
- Флаг КОГ — Гордый цвет, сувенир когда-то принадлежавший Доминику Сантьяго.
- Личные вещи Адама Феникса, в том числе его «Последняя воля и завещание», начальная схема Молота Рассвета, и другие сувениры от семьи Фениксов.

Цена комплекта составляла 79,99 доллара.

### Эпическое издание (Epic Edition)
Эпическое издание является вторым изданием для фанатов серии Gears of War. Он содержит все что было в ограниченной версии но имеет некоторые дополнения.
Эпическое издание будет содержать:
- Статуэтку Маркуса Феникса — созданную дизайнером Epic Games Арт-директором Крисом Перном и умело разрисованную ремесленниками из Triforce. эта прекрасная статуя подойдёт в любую гостиную настоящего коллекционера.
- Искусство и дизайн Gears of War от Тома Биссела — Книга писателя даст читателям шанс заглянуть за кадр самой знаменитой саги в истории видео игр, 96 страничные интервью, фотографии, концепт-арты, и многое другое.
- Заражённое Оружие Omen Pack — скины для мультиплеера на пять матчей; Лансер, Ретро Лансер, Хаммербурст, Обрез, и Зубач.
- Все содержимое Ограниченной версии.

Цена комплекта составляла 149,99 доллара.
31 августа Microsoft объявила о решении не выпускать данное издание на территории России и Польши. Связано это с эксклюзивными правами на дистрибуцию западных магазинов.

## Отзывы
| Сводный рейтинг | Сводный рейтинг |
| Агрегатор       | Оценка          |
| --------------- | --------------- |
| GameRankings    | 91,49 %         |

| Сводный рейтинг | Сводный рейтинг |
| Агрегатор       | Оценка          |
| --------------- | --------------- |
| GameRankings    | 78,32 %         |